# 印象主义音乐

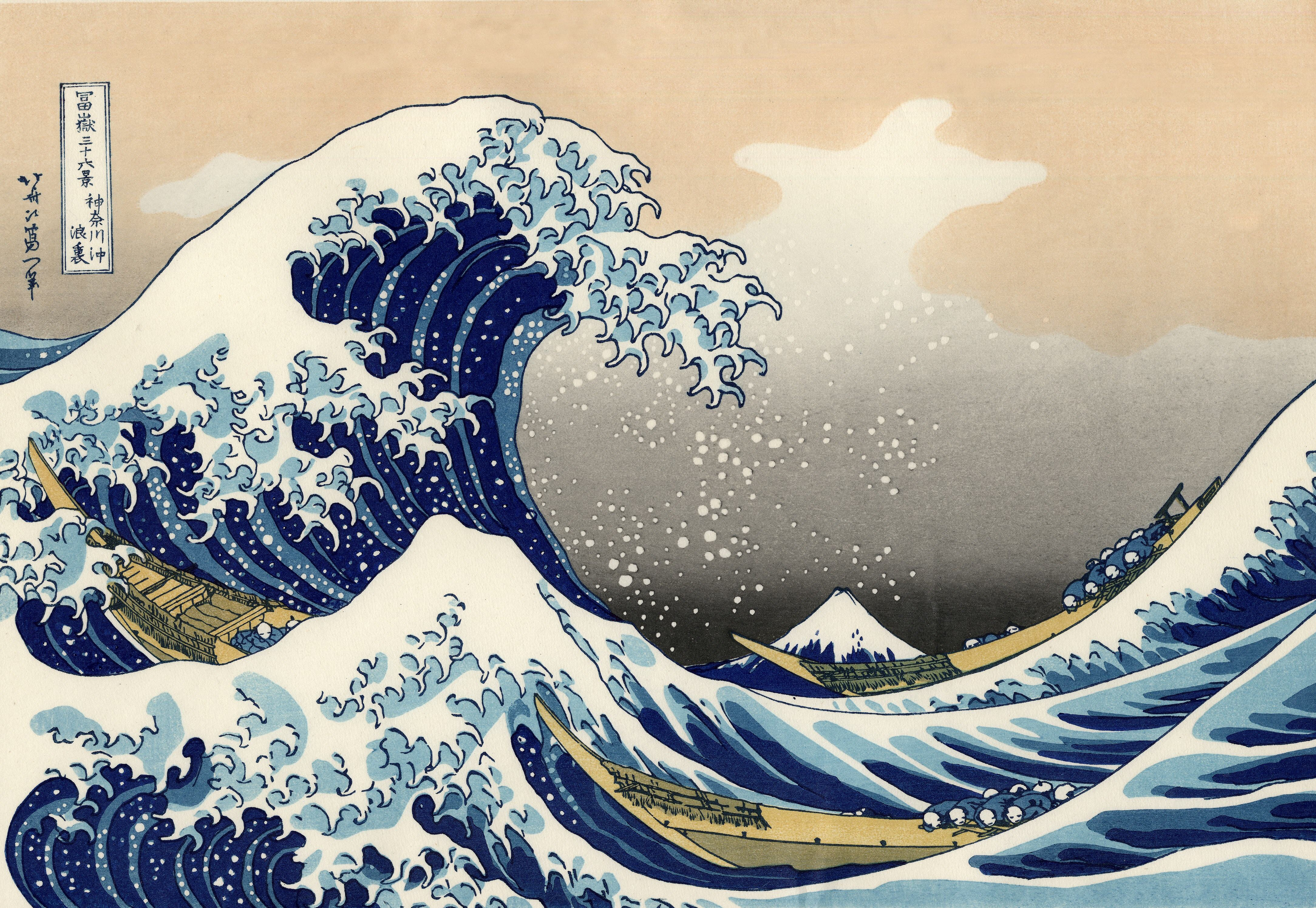
葛饰北斋: 《冨嶽三十六景》中的《神奈川県的大浪》。德布西以此画作为其音乐作品《海》的标题画。

印象主义音乐是19世纪主要在法国流行的一种音乐样式，受象徵主义文学和印象主义绘画的影响，這類作品并不描述现实的事件，而是建立在色彩、运动和暗示（Suggestion）之上。印象主义音乐带有一种完全抽象的、超越现实的色彩，是音乐进入现代主义的开端。
印象主义音乐的代表人物为德布西和拉威尔，其流行地域亦以法国居多。

## 特征
纵然音乐并不以描述实物为任，但是一些音乐作品却的确是应情应景而写的。这些音乐被称为标题音乐。而印象主义音乐作品几乎都是标题音乐。这意味着这些作品会以风景、诗歌或者是图像为题，例如德布西的《海》與《春》。一如印象主义绘画，倾向于描绘物体的光和色，而非其清晰的轮廓，这样的作品给人以梦幻、印象或是暗示的感觉。为了达到这样的效果，最重要的手法之一就是全音阶的使用，这在德布西的作品《帆船》（Voiles）得到很好的体现。另外，印象派作曲家很少写有长旋律，偏爱短小精致的乐句，以营造气氛。还有德布西会使用到例如具希腊或亚洲特色的音阶，如古代中国的五声调式的使用。即使是和其他作曲家一样使用同样的调式，德布西也能创作出新颖的和弦。有名的音乐评论家卡米耶·莫克莱写道：
光在印象主义者画作中的运用有如主题在音乐里交响式延伸一样。克勞德·莫奈的风景其实就是光波的交响曲。而德布西先生的音乐，并非建立在一连串主题之上，而是扎根于声音本身的相对价值之中，这和那些画作异曲同工。这是由会作声的斑块所构成的印象主义。

## 代表作曲家
德布西和拉威尔是公认的两位印象主义作曲家。另外，席曼诺夫斯基、杜卡、意大利的雷斯毕基和英国的沃恩·威廉斯等人也是该流派音乐的杰出代表。
虽然德布西力图让自己远离印象主义这个词，但是他音乐的核心无疑正正体现了印象主义的理念。他深受同时代印象主义文学和艺术的影响，并吸收了外国和东方的一些音乐元素，创作出了自己独特的作品。德布西的音乐色彩朦胧，如梦如幻，其歌剧《佩利亚与梅丽桑德》、管弦乐《牧神的午後前奏曲》（Prélude à l'après-midi d'un faune）、《春》、《海》、《意象》（Images）以及他的钢琴曲等作品，都是印象主义音乐中的扛鼎之作。而他的名字，也紧紧地与印象主义音乐相连，「德布西主义」（Debussyism）也成为了印象主义音乐的同义词。
而另一位印象主义巨匠拉威尔则有着不同的风格。他的音樂以描述身外之物為主，但不像標題音樂般刻意描寫事物，而是遠離象徵主義中深染的主觀元素，以一種遠距離、極度客觀的立足點來創造音樂的印象。他雖與德布西並稱為印象樂派的大師，但是拉威爾所追求的效果更精確犀利，他避開象徵主義中曖昧的光線與陰影，以大量的裝飾效果點綴音樂結構。其中《库普兰之墓》、《为死公主而作的孔雀舞曲》、舞剧《達夫尼與克羅埃》以及G大调钢琴协奏曲等，都是极具印象主义特色的作品。

## 影响
德布西逝世后，一大批作曲家采用了印象主义技法创作了自己音乐作品，其中一些更被称为「后印象主义者」，包括米堯、布朗潔、普契尼等人。
虽然印象主义流行的时间不长，它很快就被更加激进与富于变化的现代音乐所代替，但却在音乐史上留下了自己的足迹。值得一提的是，调性的重要性在印象主义音乐被淡化。虽然这些音乐作品仍是有调性的，但是其「无功能」和弦（non-functional chords）为后来的勋伯格等人所代表的无调性音乐铺平了道路。而后来二十世纪音乐中的「表现主义」、「十二音体系」以及「序列音乐」等几种流派都或多或少地受到印象主义音乐的影响。